# Yakuza
För andra betydelser, se Yakuza (olika betydelser).
Yakuza (やくざ eller ヤクザ) är den organiserade brottslighet som finns i Japan. Yakuzakulturen uppstod under Edoperioden i början av 1600-talet. Yakuza är främst inblandad i kriminell verksamhet såsom koppleri, narkotikahandel och dobbel men har också kopplingar till byggföretag samt sport- och nöjesverksamheter. Yakuza kontrollerar allt ifrån små kriminella verksamheter till näringslivsaktörer; det sägs också att de har visst inflytande över Japans översta maktskikt. Runt 60 % av Yakuzans medlemmar utgörs av ättlingar till burakumin, det historiskt sett lägst stående sociala skiktet i Japan. 30 % utgörs av japanskfödda koreaner, medan knappt 10 % utgörs av människor utan burakuminbakgrund.

## Namnet
Yakuzans namn härstammar från spelet Oicho-Kabu som är snarlikt Black Jack och Punto banco. Härledningen av ordets delar 'ya' (åtta), 'ku' (nio), och 'sa' (tre) ger den värsta tänkbara handen i Oicho-Kabu. I spelet Oicho-Kabu är målet att komma närmast 19 utan att komma över.

## Historia
Yakuzas historia har många gånger romantiserats, både av medlemmar och i Japan i stort som någonting nobelt och tjusigt. I litteratur och film har figurer från Yakuza målats upp som hjältar och räddare, likt den västerländska figuren Robin Hood. Men långt ifrån alla romantiserar den organiserade kriminaliteten.  
Under Tokugawa-perioden, efter årtionden av inbördeskrig, gjorde freden 1604 upp emot 500 000 samurajer arbetslösa. Majoriteterna av samurajerna blev handelsmän, lärare eller filosofer. De som inte anpassade sig efter de nya tiderna började istället med kriminell verksamhet; de kom att kallas Hatamoto-yakko (vilkas liv delvis skildras i filmen De Sju Samurajerna av Akira Kurosawa). Dagens Yakuza vill inte identifiera sig med hatamoto-yakko, utan snarare med dess fiender machi-yakko. Enligt legenden blev machi-yakko fort populära bland civilbefolkningen eftersom de försvarade de civila från hatamoto-yakko.
Såväl hatamoto-yakko som machi-yakko rensades dock ut av shogunatet under senare delen av 1600-talet, och dagens yakuza har sina rötter i de två grupper som uppkom efter dem: Bakuto (hasardspelare) och tekiya (gatuförsäljare). Än idag finns det poliser som kategoriserar medlemmar i Yakuza som antingen bakuto eller tekiya. Likt den italienska maffian började Yakuza då organiseras runt familjer med starka ledarprofiler.
Tekiya var mycket slipade bedragare; de var specialister på att sälja undermåliga varor med hjälp av listiga, vilseledande försäljningsmetoder. Tekiya-bossen tog också ut beskyddarpengar (något som idag är ett centralt element bland de flesta organiserade brottsgrupper) från försäljarna, vilket alltså innebar att försäljarna lurade andra men själva också blev utsatta för brott av sin "boss".
Bakuto fokuserade främst på hasardspel och hade inga problem att få medlemmar. De första Bakutomedlemmarna blev värvade av staten. Det var inom Bakuto som termen Yakuza först började användas.

## Traditioner
Under de hundratals år som yakuzan har existerat har många ritualer och traditioner växt fram. En viktig del av Yakuzans image är som en naturlig del av det japanska samhället. Stöld och rån är därför aktiviteter som Yakuzan undviker då detta skulle väcka avsky mot dem. Vid katastrofer som Jordbävningen vid Tohoku 2011 var Yakuzan snabba med att skicka hundratals lastbilar med förnödenheter till området. Detta är helt i enlighet med Yakuzan självbild som de som står upp för de svagaste i samhället. Vid liknande katastrofer brukar Yakuzan ofta snabbt skicka hjälp och sedan anmärka hur de själva reagerat snabbare än den japanska staten. Detta är en viktig del i hur Yazuan legitimerar sig själv hos befolkningen.

### Oyabun-Kobun-systemet
Precis som den italienska maffian är yakuzan pyramidformad, med en mäktig boss i toppen. De japanska yakuzasyndikaten tar dock ännu allvarligare på lojalitet och heder, helt enligt gamla samuraj-ideal. Oyabun betyder ungefär "faderroll", medan kobun kan översättas till "barnroll". Oyabun är, precis som en far i en familj, skyldig att erbjuda skydd och råd till barnet. I utbyte svär kobun blind lydnad och trohet till "fadern". Detta skapar en styrka, samhörighet, lojalitet och tillit som saknar motsvarighet bland kriminella grupper i väst.
Den mycket noggranna ceremoni för invigning av nya rekryter till yakuzan som utvecklades redan i dess barndom används än idag. Den kännetecknas av ett formellt utbyte av sake mellan oyabun och kobun. Oyabun får en bräddfull kopp, medan kobun får mycket mindre. Detta symboliserar skillnaden i rang och yakuzans strikta hierarki. De dricker lite, för att sedan byta och dricka ur varandras koppar. Från detta ögonblick betraktar kobun oyabun som sin far, och måste följa honom blint.

### Fingerkapning
En tradition bland yakuza som har gjort något fel (till exempel skämt ut gänget, kostat dem pengar eller liknande) är fingerkapning, framförallt av lillfingrarna, som också har använts som bestraffning. Som botgöringsritual har den använts frivilligt; på grund av yakuzans hedersideal är det mycket ovanligt att en medlem har pressats till att genomföra ritualen. En undersökning från år 1993 visade att 45% av yakuzans medlemmar saknade åtminstone något eller några fingrar. Idag bär många yakuzamedlemmar dock fingerproteser för att dölja sitt medlemskap i maffian, och skarvarna från proteserna döljs med stora guldringar. Stora guldringar är alltså ett vanligt kännetecken för en yakuzamedlem, och bärandet av dem kan i vissa fall innebära problem på grund av ringarnas koppling till yakuzan.
Idag blir ritualen allt mindre vanlig. Yngre, moderna yakuzamedlemmar föredrar att erbjuda pengar, inte sina fingrar, som botgöring.

### Tatueringar

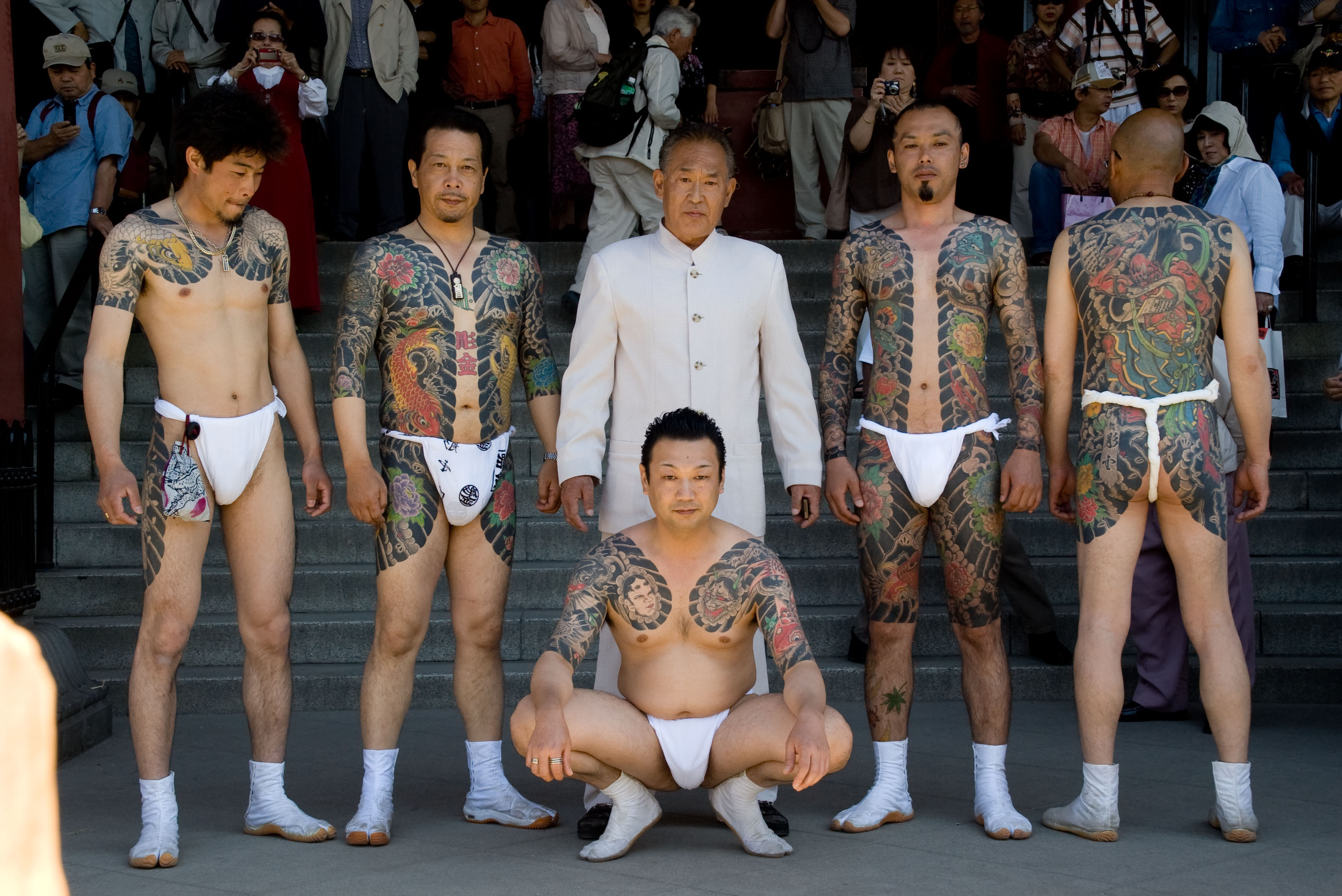
Yakuzamedlemmar visar öppet upp sina tatueringar på Sanja Matsuri-festivalen i Tokyo

Tatueringar, en gång i tiden använda som bestraffning, är en mycket populär konstform bland yakuzan i Japan. Traditionellt sett skulle en yakuza genomgå tatueringsprocessen på det gamla viset: ett knippe nålar doppade i bläck trycks in i huden för hand. Denna mycket smärtsamma process ses som ett styrkeprov. Än idag är det populärt bland många yakuzamedlemmar med stora, grafiska, ofta färgglada tatueringar typiska för den japanska tatueringskonsten. Tatueringar i allmänhet, och stora sådana i synnerhet, ses dock ned på av många i Japan som en del av den organiserade brottsligheten, och det är nästan alltid förbjudet för personer med stora, grafiska tatueringar att komma in till en onsen. Detta passar dock också in i yakuzans syn på sig själva som "samhällets utstötta", något man är stolta över.

## Brottsverksamhet och inkomstkällor
Yakuzan bedriver en ytterst varierad brottslig verksamhet som inkluderar droghandel, mord, prostitution, dobbel, beskyddarverksamhet (märkligt nog till stora delar frivilligt, eftersom Japanska företag ofta, till skillnad från västerländska, frivilligt söker yakuzans beskydd) och yakuzans specialitet: utpressning av företag. Inom yakuzan finns en helt egen grupp specialiserad enbart på denna aktivitet. Dessa kallas sokaiya. Sokaiyan kännetecknas framförallt av sin närvaro på företags årsstämmor. 
Företagsverksamheten i Japan skiljer sig från den i väst på vissa viktiga punkter. Bland annat är inte japanska bolag skyldiga att avge lika detaljerade finansiella uppgifter som de i väst. Detta gör att investerare måste bedöma ett företags finansiella ställning genom indirekta medel. Ofta ser de långa bolagsstämmor som ett problem, vilket innebär att yakuzan där har en möjlighet till utpressning. Genom att hota med att dra ut på bolagsstämman kan yakuzan tvinga företag till eftergifter. 
Företag som tyngs ned av närvaron av flera sokaiya har ofta inget annat val än att anlita andra yakuza för att avvärja hotet. Därmed uppstår alltså också en situation där yakuzan både kan tjäna pengar på att hota företag med störningar och genom att skydda företagen mot dessa störningar. Yakuzan lejs också ofta av företag för diverse andra tjänster. Till exempel kan ett företag som blivit föremål för protester från miljöaktivister eller fackförbund leja yakuzan för att säkerställa att årsstämman kan genomföras problemfritt. Detta är ytterligare ett bevis på den tidigare nämnda acceptans och det samarbete som finns mellan den brottsliga yakuzan och japanskt närlingsliv.
Yakuzan bedriver trafficking, framförallt av kvinnor från Filippinerna som utnyttjas som prostituerade. 

## Relationer med polisen

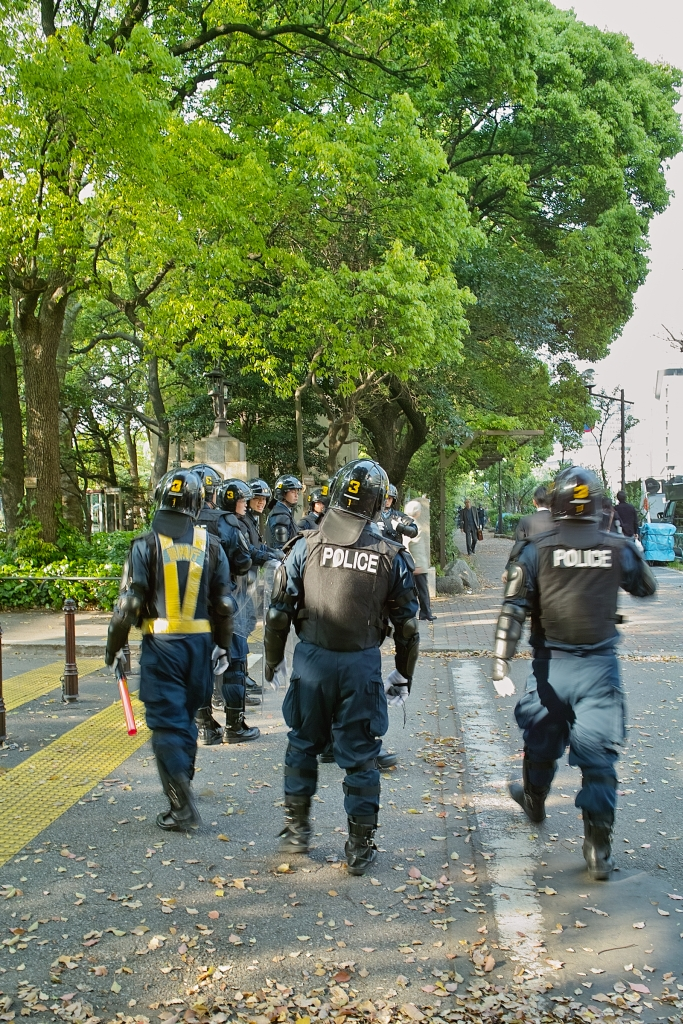
Trots den ständiga polisnärvaron i Japans städer fortsätter Yakuzan att blomstra

Yakuzan är ökänd världen över för sin sociala acceptans, och denna sträcker sig också i högsta grad till Japans polisväsende. Mutor från yakuzan är mycket vanliga inom polisen, och det finns också en utbredd åsikt att yakuzan inte bara är dålig för samhället. Till exempel citeras det faktum att yakuzan håller enklare, oorganiserad brottslighet borta som ett bevis på yakuzans nytta av somliga. Vissa argumenterar till och med att anledningen till Japans låga brottslighet (betydligt lägre än de flesta västländer) är yakuzans existens, som har "brottsmonopol" i sitt område.
Polistillslag mot yakuzan kan ofta ses som rena teatern. Tack vare informanter och sympatisörer inom polisen känner yakuzan nästan alltid till när ett tillslag ska ske och hinner skaffa undan bevis och bossar. För att inte polisen ska tappa ansiktet lämnar de ofta en del vapen och liknande framme som polisen kan beslagta. I realiteten åstadkommer polisen ytterst lite i kampen mot yakuzan. Det beror i allra högsta grad på att det bland nästan alla inom polisen inte finns en vilja att utrota yakuzan, och det har det heller aldrig funnits.

Yamaguchi-gumis logga

Sumiyoshi-kais logga

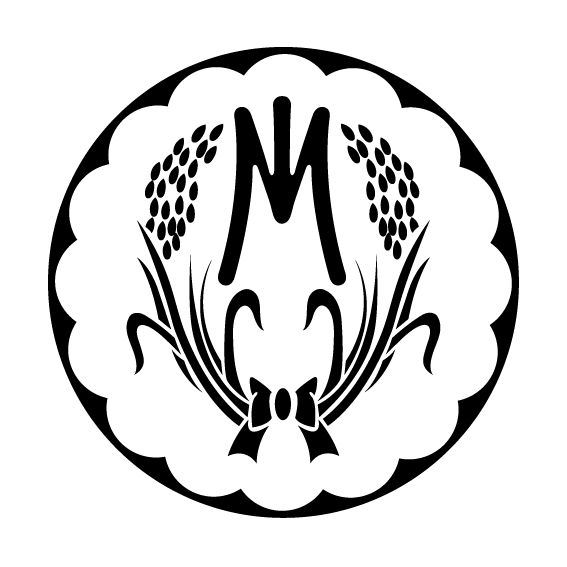
Imagawa-kais logga

## Organisation
Idag finns det 21 olika yakuzasyndikat i Japan, som tillsammans har cirka 60 000 medlemmar. Antalet medlemmar har sjunkit de senaste åren. De tre största syndikaten listas nedan:
- Yamaguchi-gumi. Den i särklass största yakuzaorganisationen i Japan och världens största brottssyndikat, med omkring 23 400 medlemmar. Deras huvudsakliga aktivitet bedrivs i och omkring staden Kobe, men gruppen bedriver illegala och legala verksamheter över hela Japan. Nuvarande ledare är Shinobu Tsukasa.[11]
- Sumiyoshi-kai. Har omkring 8 500 medlemmar, och har sitt huvudsäte i Tokyo. Till skillnad från de flesta andra yakuzagrupper inte pyramidformad, utan har mer självständiga individuella grupperingar. Nuvarande ledare är Shigeo Nishiguchi.[11]
- Inagawa-kai. Har cirka 6 600 medlemmar och huvudsäte i Tokyo. Pyramidformad som Yamaguchi-gumi, men har rykte om sig att vara mycket mer effektiv och disciplinerad tack vare sin mindre storlek. Nuvarande ledare är Hideki Inagawa.[11]